# ملخ (هوانوردی)

ملخ ATR 72 در پرواز.

ملخ یا پروانه در هواپیما (به انگلیسی: An aircraft propeller or airscrew) وسیله‌ای هستنند که با نیروی چرخش ایجاد شده ملخ یا پروانه یا پیش‌ران توسط موتور رفت و برگشتی، توربوپراپ، موتور الکتریکی نیروی لیف و رانش خود را تأمین می‌کند. زاویه حمله ملخ هواپیما می‌تواند متغیر یا ثابت باشند. ملخ‌های هواپیماهای اولیه از چوب ساخته می‌شده است ولی در آینده از فلز برای ساخت ملخ استفاده شد با این وجود امروزه با فناوری نوین از کامپوزیت برای ساخت پروانه استفاده می‌شود.

ملخ یا به صورت مستقیم یا با رابط چند چرخدنده با نسبت متفاوت به میل‌لنگ موتور وصل می‌گردد. هواپیماهای سبک نیازی به تنوع نسبت در چرخ دنده‌هایی که در هواپیماهای سنگین تر یا توربوپراپ هست ندارند.